# Burey-en-Vaux

Burey-en-Vaux este o comună în departamentul Meuse din nord-estul Franței. În 2010 avea o populație de 142 de locuitori.

## Evoluția populației
| An        | 1975 | 1982 | 1990 | 1999 | 2006 | 2010 |
| --------- | ---- | ---- | ---- | ---- | ---- | ---- |
| Populație | 131  | 135  | 133  | 114  | 127  | 142  |